# Triangle Cemetery
Triangle Cemetery is een Britse militaire begraafplaats met gesneuvelden uit de Eerste Wereldoorlog, gelegen in de Franse gemeente Inchy-en-Artois (departement Pas-de-Calais). De begraafplaats werd ontworpen door George Goldsmith en ligt aan de Rue de Moeuvres op 750 m ten zuidoosten van het centrum van de gemeente (gemeentehuis). Door haar ligging in een splitsing van twee wegen heeft ze een driehoekig grondplan met een oppervlakte van 472 m². De begraafplaats wordt omsloten door een lage bakstenen muur en de open toegang, geflankeerd door bloembakken, bevindt zich in de zuidelijke hoek. Het Cross of Sacrifice staat dicht bij de zuidoostelijke rand. Er liggen 90 doden begraven waaronder 9 niet geïdentificeerde.
De begraafplaats wordt onderhouden door de Commonwealth War Graves Commission.

## Geschiedenis
De frontlijn tussen Inchy en Moeuvres werd op 27 september 1918 door de 4th Canadian Division doorbroken. Na deze slag werden de slachtoffers door gevechtseenheden en hulpeenheden (field ambulances) hier begraven. 
Onder de geïdentificeerde doden zijn er 67 Canadezen en 14 Britten.

## Graven

### Onderscheiden  militairen
- A.S. Macfarlane, luitenant bij de Canadian Light Trench Mortar Battery werd tweemaal onderscheiden met het Military Cross (MC and Bar).
- John Bernard Adamson, sergeant bij de Canadian Infantry werd driemaal onderscheiden met de Military Medal (MM and 2 Bars).
- de sergeanten Jack Gorback en Edard E. Pawson, korporaal Arthur Norfield, pionier William David Spear en soldaat Charles Cleveland Eastland werden onderscheiden met de Military Medal (MM).

### Aliassen
- sergeant William Henry Goss diende onder het alias W.H. Hanna bij de Canadian Infantry.
- soldaat S.F.J. Aplin diende onder het alias S.F.J. Millon bij de Canadian Infantry.